# Clan Kirkpatrick
 (août 2025).
La mise en forme du texte ne suit pas les recommandations de Wikipédia : il faut le « wikifier ».
Les points d'amélioration suivants sont les cas les plus fréquents :
- Les titres sont pré-formatés par le logiciel. Ils ne sont ni en capitales, ni en gras.
- Le texte ne doit pas être écrit en capitales (les noms de famille non plus), ni en gras, ni en italique, ni en « petit »…
- Le gras n'est utilisé que pour surligner le titre de l'article dans l'introduction, une seule fois.
- L'italique est rarement utilisé : mots en langue étrangère, titres d'œuvres, noms de bateaux, etc.
- Les citations ne sont pas en italique mais en corps de texte normal. Elles sont entourées par des guillemets français : « et ».
- Les listes à puces sont à éviter, des paragraphes rédigés étant largement préférés. Les tableaux sont à réserver à la présentation de données structurées (résultats, etc.).
- Les appels de note de bas de page (petits chiffres en exposant, introduits par l'outil «  Source ») sont à placer entre la fin de phrase et le point final[comme ça].
- Les liens internes (vers d'autres articles de Wikipédia) sont à choisir avec parcimonie. Créez des liens vers des articles approfondissant le sujet. Les termes génériques sans rapport avec le sujet sont à éviter, ainsi que les répétitions de liens vers un même terme.
- Les liens externes sont à placer uniquement dans une section « Liens externes », à la fin de l'article. Ces liens sont à choisir avec parcimonie suivant les règles définies. Si un lien sert de source à l'article, son insertion dans le texte est à faire par les notes de bas de page.
- La présentation des références doit suivre les conventions bibliographiques. Il est recommandé d'utiliser les modèles {{Ouvrage}}, {{Chapitre}}, {{Article}}, {{Lien web}} et/ou {{Bibliographie}}. Le mode d'édition visuel peut mettre en forme automatiquement les références.
- Insérer une infobox (cadre d'informations à droite) n'est pas obligatoire pour parachever la mise en page.

Pour une aide détaillée, merci de consulter Aide:Wikification.
Si vous pensez que ces points ont été résolus, vous pouvez retirer ce bandeau et améliorer la mise en forme d'un autre article.
Le clan Kirkpatrick est un clan armigère écossais  des Lowlands. Le clan est reconnu par la Cour du Lord Lyon, mais il n'a actuellement pas de chef reconnu. Le nom Kirkpatrick est également un sept reconnu du clan Douglas et du clan Colquhoun. La famille Kirkpatrick de Closeburn possède ces terres depuis le IXe siècle.

## Nom
Le clan tire son nom de l'église Saint-Patrick de la paroisse de Closeburn, Dumfries et Galloway, dans le Dumfriesshire, en Écosse. Il existe plusieurs variantes du nom Kirkpatrick : Kilpatric, Kilpatrick et Gilpatrick. Les noms Kirkpatrick et Kilpatrick ont pu être interchangeables à une certaine époque. 

## Géographie
le clan est originaire du Dumfriesshire, dans les Lowlands en Écosse.

## Histoire

### origines
La première mention de  la famille est faite au XIIe siècle  lorsqu'Ivone de Kirkpatrick fut témoin d'une charte du Clan Bruce. Ivone reçut également La famille apparaît pour la première fois dans les archives au XIIe siècle, lorsqu'Ivone de Kirkpatrick fut témoin d'une charte du Clan Bruce. Ivone reçut également confirmation de l'ocroi de terres par Alexandre II d'Écosse par une autre charte royale.

#### Guerres d'indépendance écossaise
Roger de Kirkpatrick était au service de Robert the Bruce lorsqu'il tua John III Comyn, Lord de Badenoch, chef du Clan Comyn dans l'église de Dumfries. On raconte que Kirkpatrick rencontra Bruce qui se précipitait hors de l'église en s'exclamant qu'il pensait avoir tué Comyn et que Kirkpatrick dégaina alors son poignard en prononçant les mots « I mak sikkar », ce qui signifie « Je m'assure » ; La devise du clan et les armoiries du chef font allusion à cette histoire. En 1314, Kirkpatrick fut envoyé en tant qu'ambassadeur, avec sire Neil Campbell du Clan Campbell en Angleterre ; en récompense, la famille Kirkpatrick reçut les terres de Redburgh. En 1355, sire Roger Kirkpatrick se distingua en enlevant le Château de Caerlaverock et le château de Dalswinton aux Anglais. En 1357, Kirkpatrick fut assassiné par son parent, sir James Lindsay du Clan Lindsay lors d'une querelle privée. Le titre fut ensuite transmis par un neveu à sire Thomas Kirkpatrick, qui en 1409 reçut de Robert Stewart, duc d'Albany les baronnies de Closeburn et de Redburgh.

#### XVIeetXVIIesiècles
En mars 1526, un conflit éclata avec le clan Charteris. Les « Procès criminels d'Écosse » de Pitcairn mentionnent que John Charteris d'Amisfield, ainsi que son frère et ses deux fils, furent accusés du meurtre de Roger Kilpatrick, fils d'Alexander Kilpatrick. En 1542, le petit-fils de sire Thomas Kirkpatrick, également nommé et titré sire Thomas Kirkpatrick, fut fait prisonnier à la bataille de Solway Moss. Le domaine passa ensuite entre les mains d'un cousin et, en 1685, sire Thomas Kirkpatrick de Closeburn fut créé baronnet de Nouvelle-Écosse pour son soutien à Charles Ier d'Angleterre. Le manoir construit par le premier baronnet brûla dans un incendie. Le quatrième baronnet, sire James, vendit les domaines de Closeburn. En 1563, John Carruthers de Howmains, du Clan Carruthers, fut inculpé, ainsi qu' Edward Irvine de Bonshaw, chef du Clan Irvine, pour avoir agressé Kirkpatrick de Closeburn, ainsi que pour le meurtre de plusieurs autres personnes. 

## Informations sur le clan

### Personnalités issues du clan
- Eugénie de Montijo, impératrice de France, épouse de Napoléon III, est l'arrière-petite-fille de William Kirkpatrick, descendant de la branche du clan Kirkpatrick de Conheath, marchand à Málaga en Espagne[1] ;
- María Manuela Kirkpatrick, aristocrate espagnole, mère de l'impératrice Eugénie ;
- William Kirkpatrick, explorateur britannique

### Devise
- I mak sikkar (en scots)
- I make sure (en anglais)
- Je m'assure (en français)